# Добригоры (Бешенковичский район)
Добригоры (бел. Дабрыго́ры) — деревня в Бешенковичском районе Витебской области Беларуси. В составе Верхнекривинского сельсовета.

## География
Деревня расположена в 9 км на юго-восток от Бешенковичей и в 60 км на юго-запад от Витебска.
Пролегают дороги Н-2000, Н-2039, Н-2047.
Ближайшие населённые пункты Осиновка, Русилки и др.

### Гидрография
Река Кривинка.

## История
В 1906 году в Станиславовской волости Лепельского уезда Витебской губернии.
До 20 мая 1960 года деревня входила в состав Бешенковичского сельсовета.

## Население

### Численность
- 2009 год — 91 жителей

### Динамика
- 1906 год — 2 двора[2]
- 1999 год — 145 жителей (перепись населения)
- 2009 год — 91 жителей (перепись населения)[2]

## Достопримечательность
- Усадьба Красовицких (парк «Соломинка», начало XX века)[4][5] —  Историко-культурная ценность Республики Беларусь, шифр 213Г000149. Здесь произрастает около 30 видов декоративных деревьев. Среди них кедр сибирский, ель Энгельмана, сосна Банкса, сосна черная, пихта сибирская, пихта бальзамическая, лиственница японская, клен татарский, акация белая и др.
- Свято-Николаевская церковь, Добригоры (начало XX века)[6][7] —  Историко-культурная ценность Республики Беларусь, шифр 213Г000150. Православный храм и памятник архитектуры. Построен в 1846 году из елового бруса на кирпичном фундаменте в ретроспективном русском стиле. Возрожден в 1999 году.

## Галерея

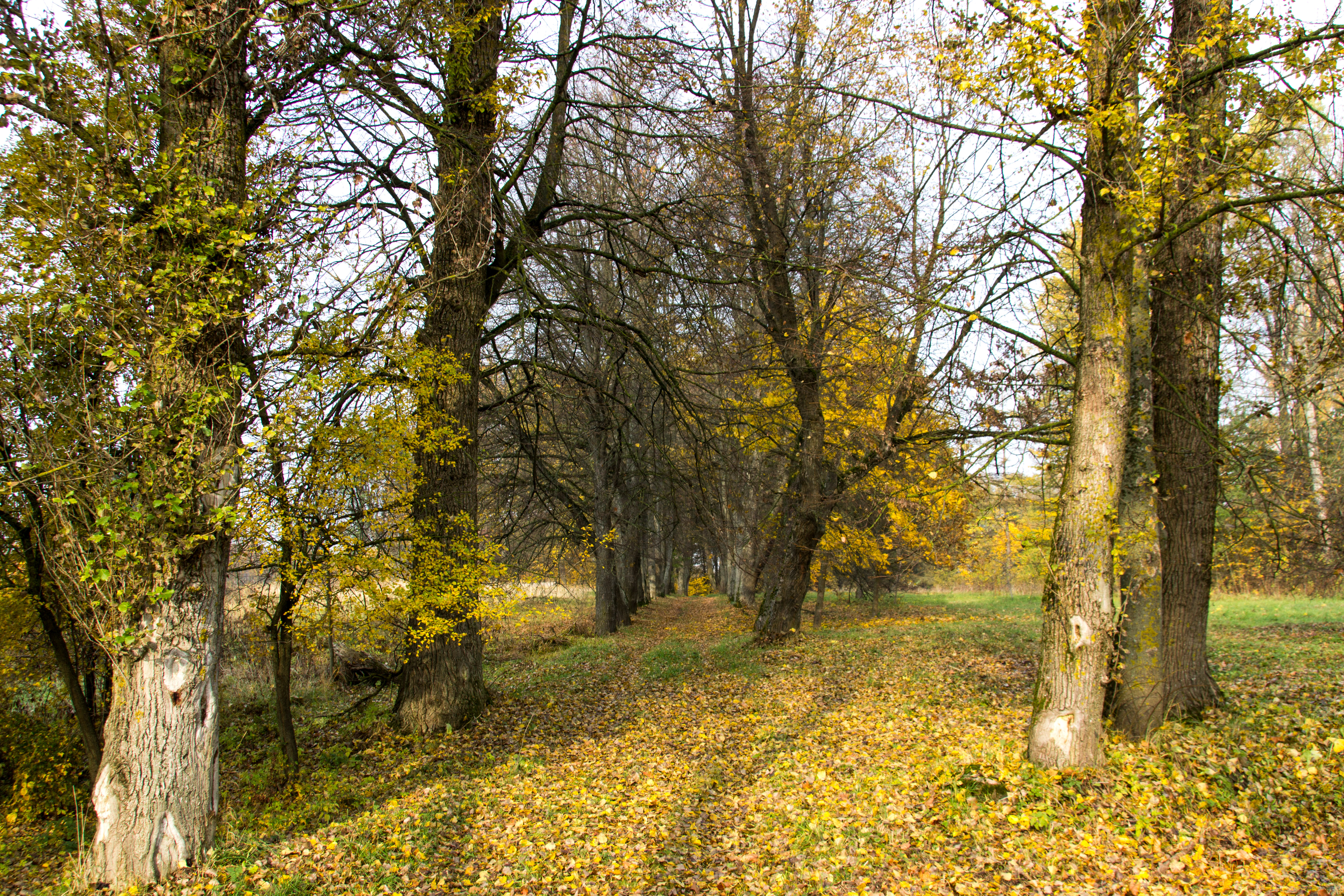
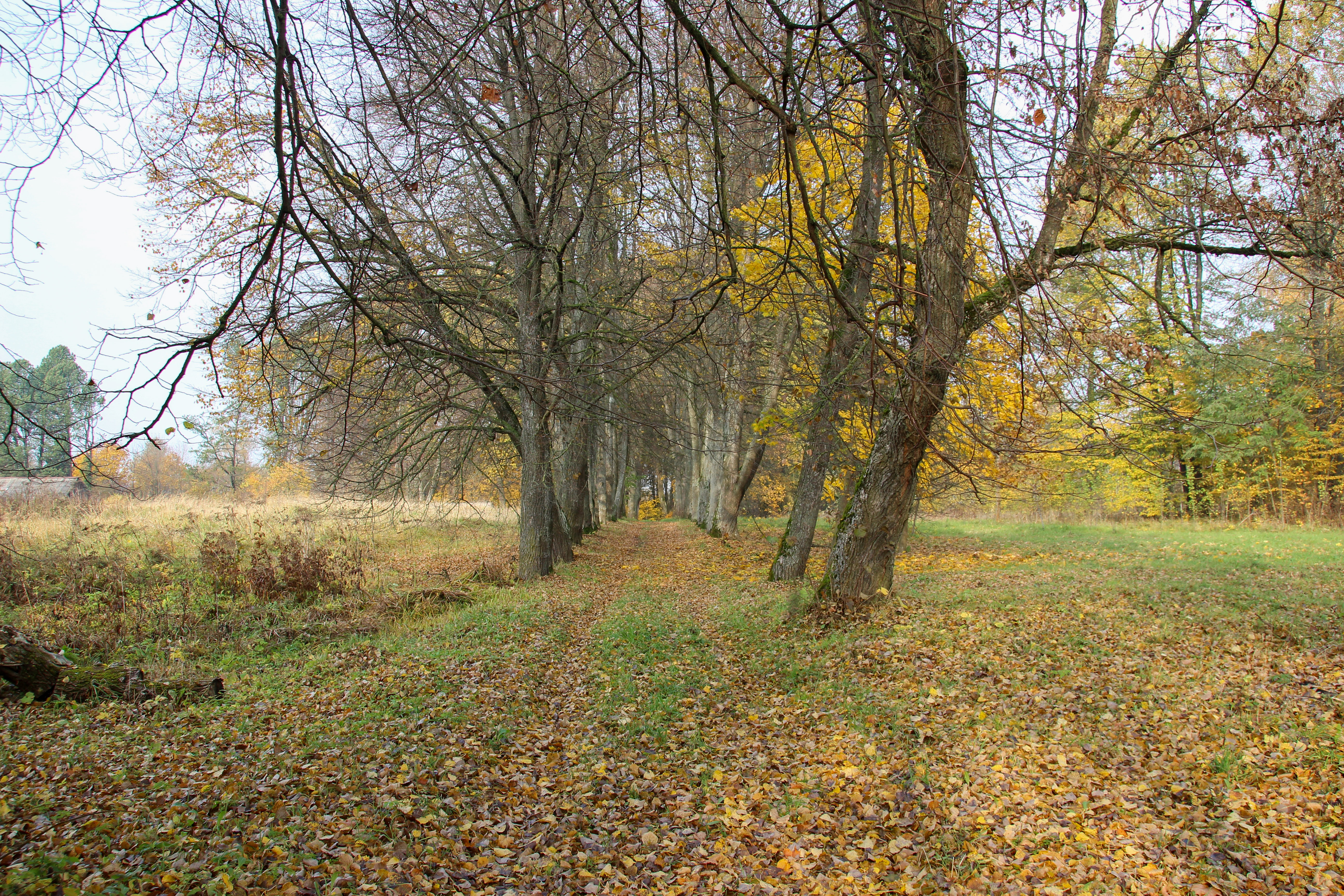
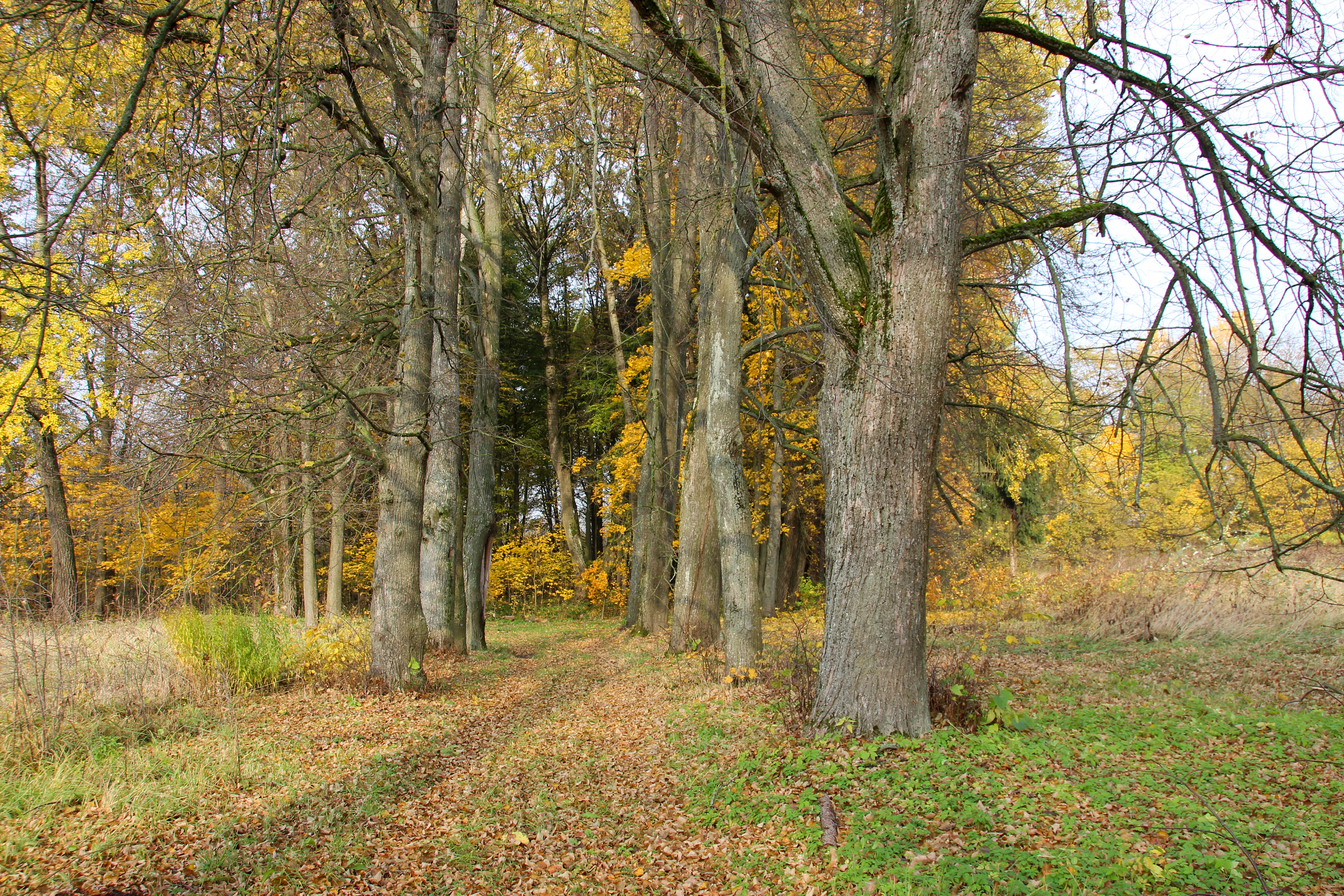
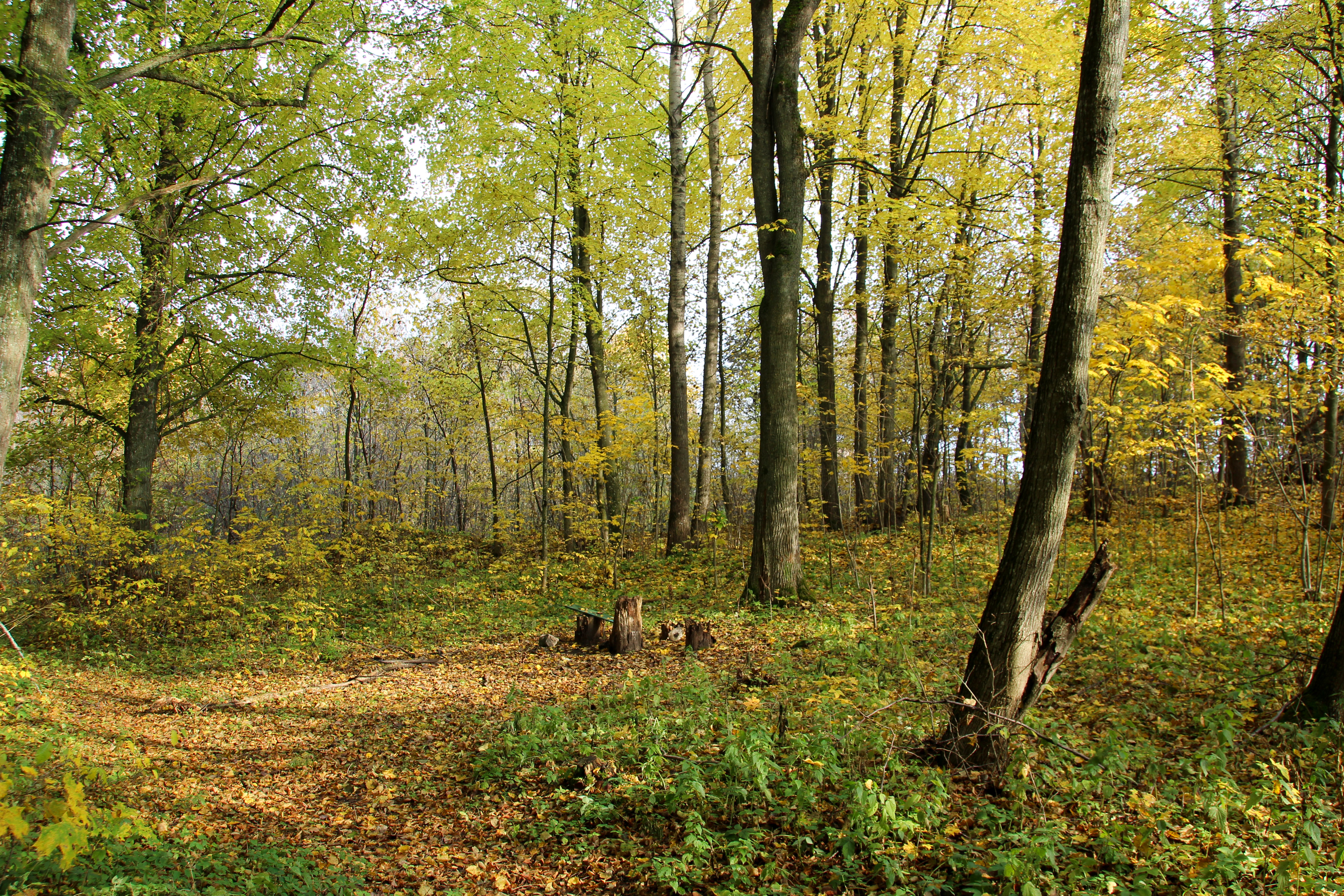
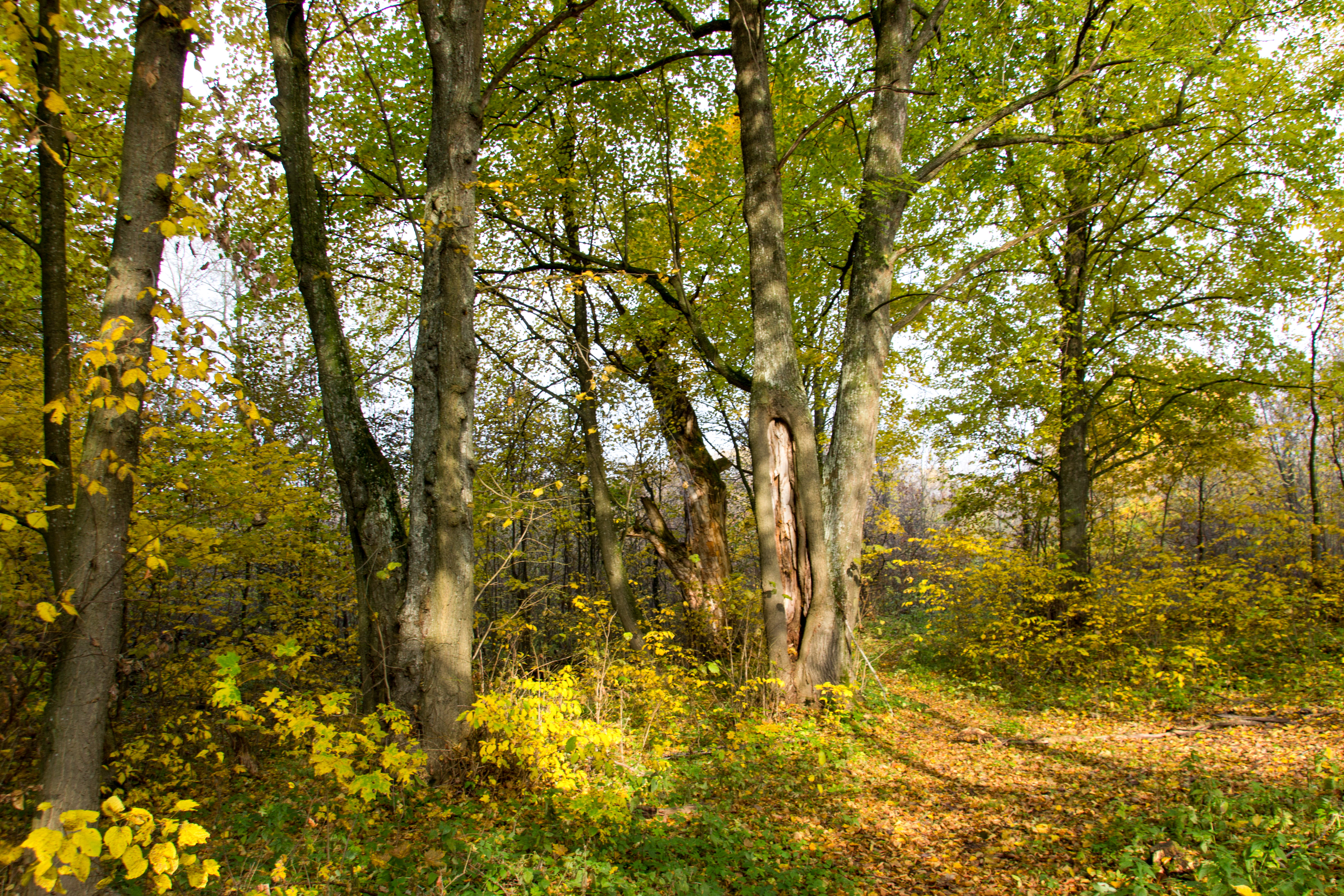
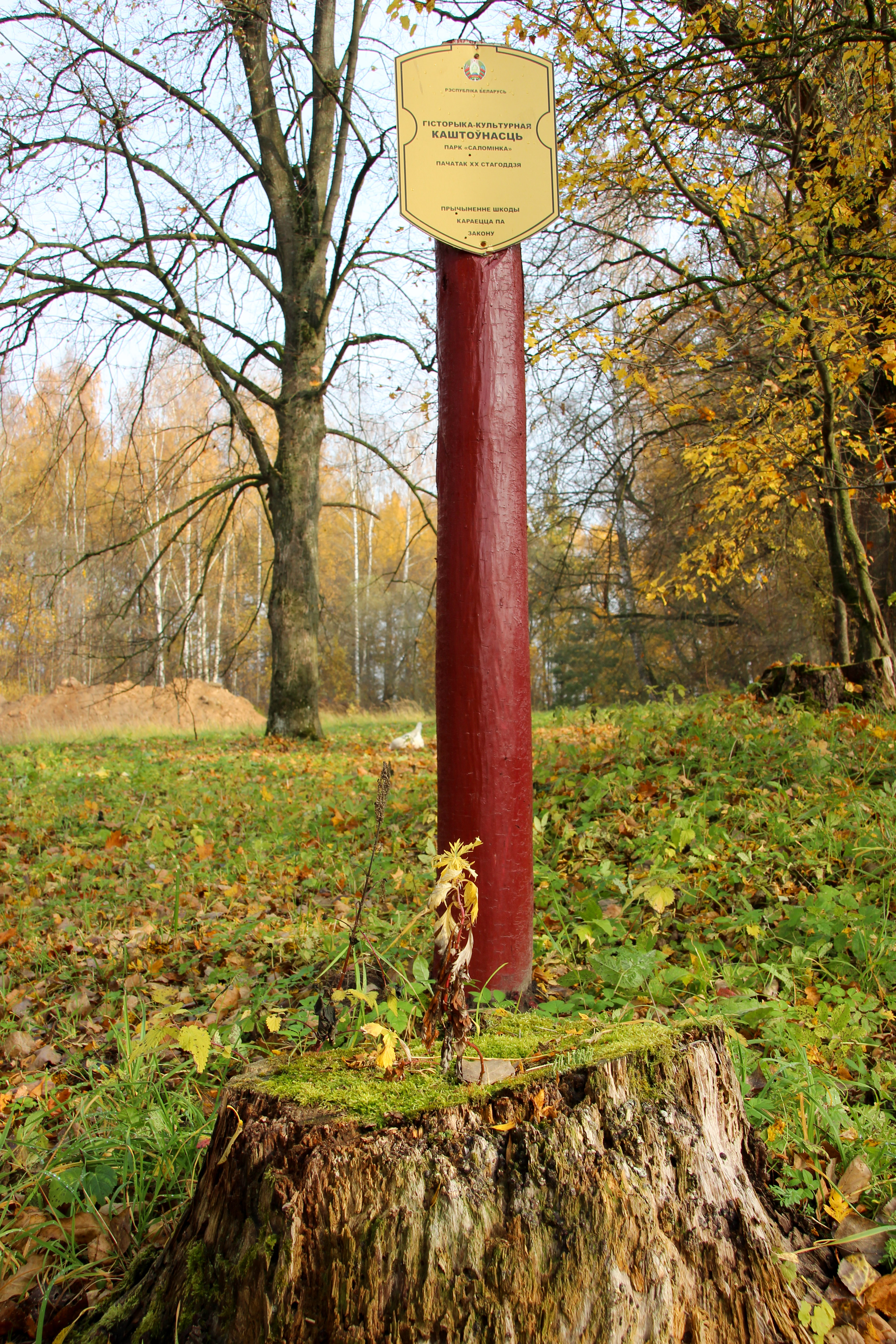
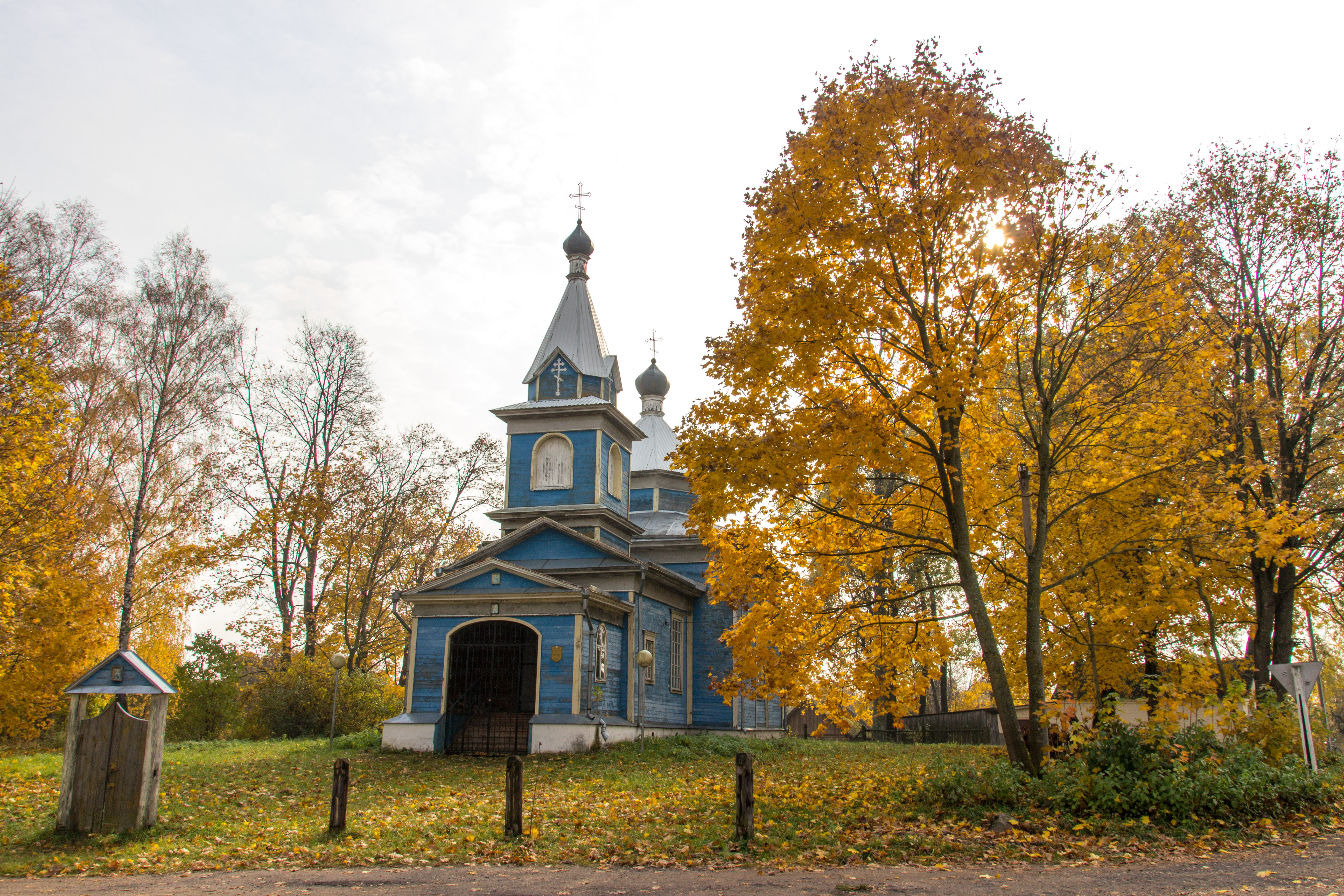
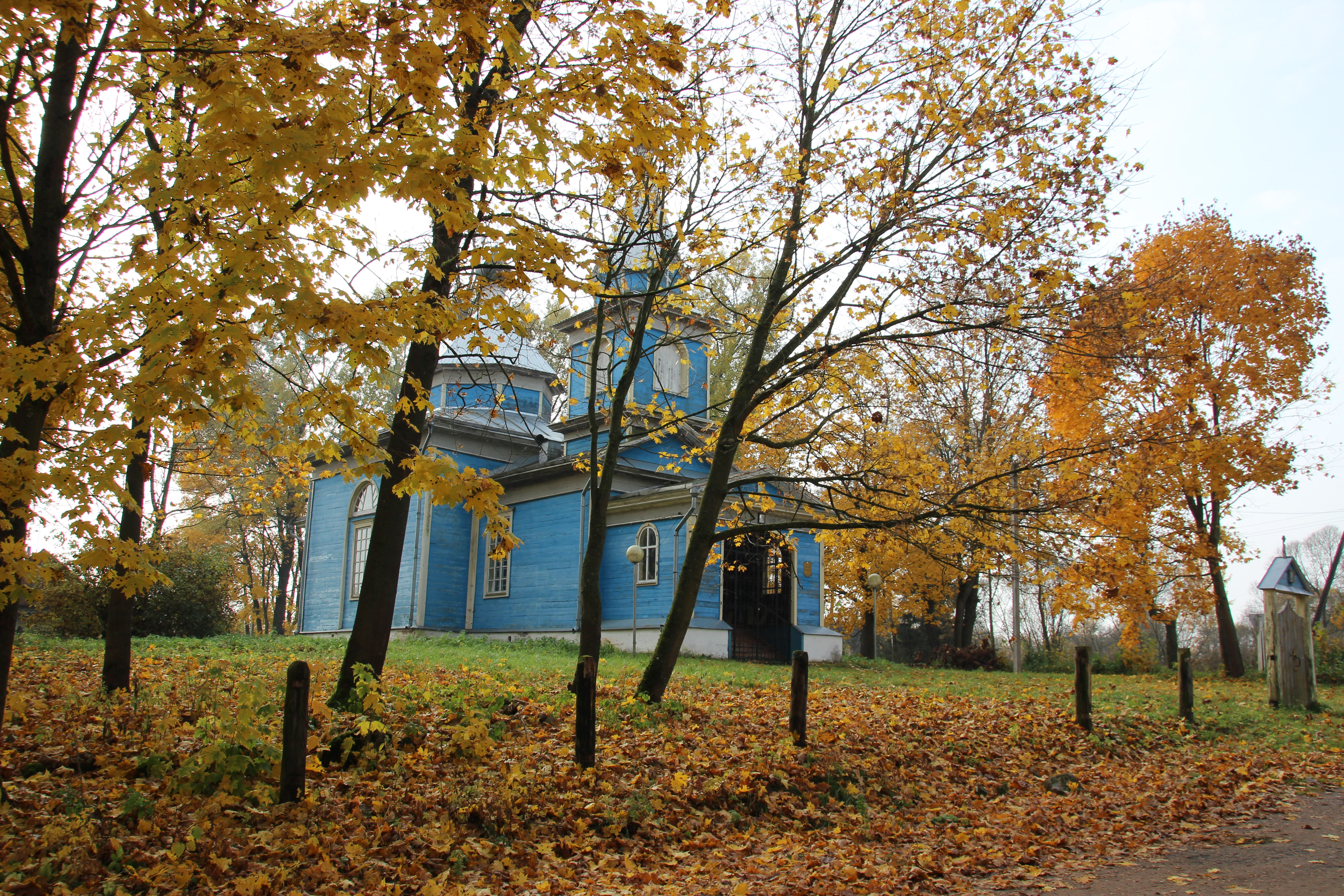
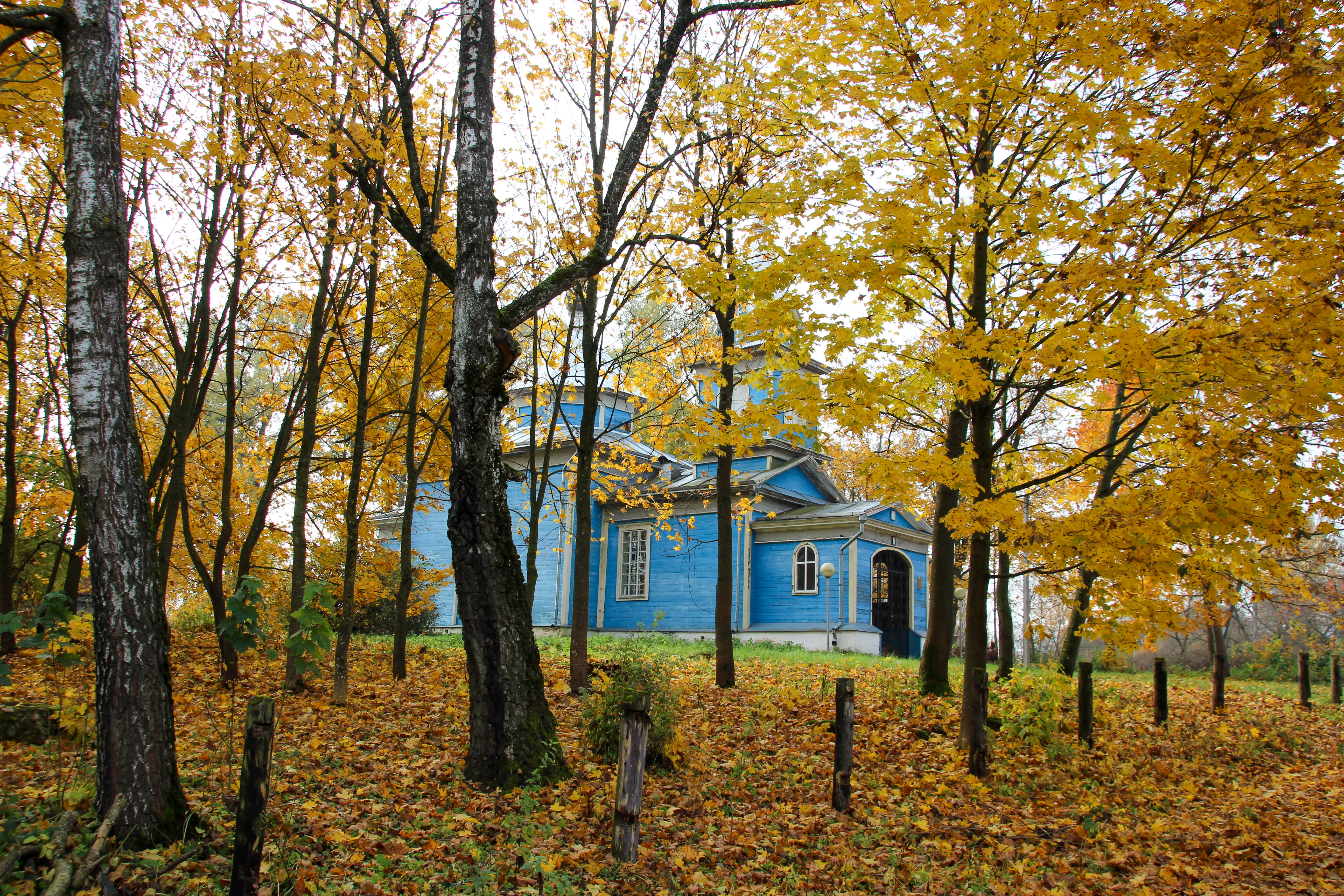